# Suchohrdly
Suchohrdly (en allemand : Zuckerhandl) est une commune du district de Znojmo, dans la région de Moravie-du-Sud, en République tchèque. Sa population s'élevait à 1 413 habitants en 2020.

## Géographie
Suchohrdly se trouve à 3 km au nord-est du centre de Znojmo — et fait partie de son agglomération —, à 53 km au sud-ouest de Brno et à 180 km au sud-est de Prague.
La commune est limitée par Tvořihráz et Kyjovice au nord, par Těšetice à l'est, par Dyje et Dobšice au sud, et par Znojmo, Kuchařovice et Únanov à l'ouest.

## Histoire
La première mention écrite de la localité date de 1190.